# Meu Reino Encantado II
Meu Reino Encantado II é o sétimo álbum de estúdio do cantor brasileiro Daniel em carreira solo. Foi lançado em 10 de outubro de 2003 pela Warner Music, sendo o segundo do projeto Meu Reino Encantado. Teve como sucesso a canção "Encantos da Natureza", gravada pelo cantor em parceria com seu pai, José Camillo, que, inclusive, ganhou um videoclipe. O álbum chegou a marca de 100 mil cópias vendidas em todo o Brasil e conquistou o disco de ouro. Meu Reino Encantado II contou com várias participações especiais, como Gino & Geno, Cezar & Paulinho, Matogrosso & Mathias, entre outros. Este álbum é uma homenagem a Tião Carreiro & Pardinho, todas as músicas são de composição, autoria ou então de interpretação original da dupla. Em 2006, o álbum foi relançado em um box set intitulado Meu Reino Encantado - A Coleção, juntamente com os dois outros volumes do projeto.

## Lista de faixas
| N.º            | Título                                                                                 | Compositor(es)                                                                                         | Duração |  |
| 1.             | "Encantos da Natureza" (part. José Camillo)                                            | Luis de Castro / Tião Carreiro                                                                         | 2:57    |  |
| 2.             | "Mundo Velho" (part. José Camillo)                                                     | Lourival dos Santos / Tião Carreiro                                                                    | 2:45    |  |
| 3.             | "Paixão Dupla" (part. Gino & Geno e Renato Borghetti)                                  | Lourival dos Santos / Pardinho / Chicão Pereira                                                        | 2:57    |  |
| 4.             | "Pot-Pourri: Pagode em Brasília / Pagode do Ala / Tudo Certo" (part. Cezar & Paulinho) | Teddy Vieira / Lourival dos Santos; Jorge Paulo / Moacir dos Santos; Tião Carreiro / Moacir dos Santos | 4:22    |  |
| 5.             | "Rolinha Cabocla" (part. José Camillo)                                                 | Raul Torres / João Pacífico                                                                            | 3:22    |  |
| 6.             | "Versos aos Pés do Homem" (part. Matogrosso & Mathias)                                 | Geraldinho / Tião Carreiro                                                                             | 2:54    |  |
| 7.             | "Moradia" (part. João Mulato & Douradinho)                                             | Nhô Chico / Tião Carreiro / Craveiro                                                                   | 2:37    |  |
| 8.             | "Cobra Venenosa" (part. Rolando Boldrin e José Camillo)                                | Raul Torres / João Pacífico                                                                            | 3:04    |  |
| 9.             | "Pra Tudo Se Dá Um Jeito" (part. Liu & Léu)                                            | Lourival dos Santos / Tião Carreiro                                                                    | 3:06    |  |
| 10.            | "Cabelo Loiro" (part. José Camillo)                                                    | Tião Carreiro / Zé Bonito                                                                              | 3:06    |  |
| 11.            | "Consagração" (part. Cezar & Paulinho)                                                 | Carreirinho                                                                                            | 3:40    |  |
| 12.            | "Viúva Rica" (part. Valderi & Mizael)                                                  | Edward de Marchi / Tião Carreiro                                                                       | 3:06    |  |
| 13.            | "Travessia do Araguaia" (part. José Camillo)                                           | Dino Franco / Décio dos Santos                                                                         | 4:25    |  |
| 14.            | "Tudo é Beleza" (part. Craveiro & Cravinho)                                            | Lourival dos Santos / Tião Carreiro                                                                    | 2:55    |  |
| 15.            | "Minha Vida" (part. Zico & Zéca)                                                       | Carreirinho / Vieira                                                                                   | 3:02    |  |
| 16.            | "Minas Gerais"                                                                         | Lourival dos Santos / Tião Carreiro                                                                    | 2:38    |  |
| Duração total: | Duração total:                                                                         | Duração total:                                                                                         | 52:40   |  |

## Certificações e vendas
| País          | Certificação | Data | Vendas certificadas |
| ------------- | ------------ | ---- | ------------------- |
| Brasil (ABPD) | Ouro         | 2003 | 100.000             |